# Emmanuelle Desaint
Emmanuelle Desaint est une joueuse française de volley-ball née le 7 octobre 1989. Elle mesure 1,78 m et joue réceptionneuse-attaquante.

## Clubs
| Club                      | Pays   | De        | À         |
| ------------------------- | ------ | --------- | --------- |
| Istres Sports Volley-Ball | France | 2007-2008 | 2008-2009 |

## Palmarès
Néant.